# Südliches Anhalt
Südliches Anhalt est une ville de l'arrondissement d'Anhalt-Bitterfeld en Saxe-Anhalt, en Allemagne.

## Histoire
Südliches Anhalt a été créée le 1er janvier 2010, dans le cadre de la réforme communale en Saxe-Anhalt, lors de la fusion des anciennes communes autonomes de Edderitz, Fraßdorf, Glauzig, Großbadegast, Hinsdorf, Libehna, Maasdorf, Meilendorf, Prosigk, Quellendorf, Radegast, Reupzig, Riesdorf, Scheuder, Trebbichau an der Fuhne, Weißandt-Gölzau, Wieskau et Zehbitz.
La ville de Gröbzig ainsi que les communes de Görzig et Piethen ont refusé de ratifier la fusion et ont été intégrées d'office à la nouvelle ville le 1er septembre 2010, ce qui a entraîné un recours en justice de la part de la commune de Görzig.

## Personnalités liées à la ville
- Diederich von dem Werder (1584-1657), traducteur né à Werdershausen et mort à Reinsdorf.
- Leopold Friedrich Ludwig von Wietersheim (1701-1761), général né et mort à Wörbzig.
- Johann Andreas Naumann (1744-1826), ornithologue, né à Ziebigk.
- Johann Friedrich Naumann (1780-1857), ornithologue et artiste, né à Ziebigk.
- Otto Theodor von Seydewitz (1818-1898), homme politique.
- Heymann Steinthal (1823-1899), linguiste né à Gröbzig.